# Franck Boli
Bi Sylvestre Franck Fortune Boli (Yamoussoukro, 7 dicembre 1993) è un calciatore ivoriano, attaccante svincolato.

## Biografia
È il figlio di Fulbert Boli, ex calciatore della nazionale ivoriana.

## Carriera

### Club
A partire dal 2010, Boli è entrato nelle giovanili dei norvegesi dello Stabæk. Il 3 gennaio 2012, la squadra ha ufficializzato sul suo sito ufficiale la firma di un contratto professionistico da parte di Boli, che avrebbe vestito la maglia numero 11. Ha esordito in Eliteserien in data 25 marzo, schierato titolare nel pareggio a reti inviolate contro l'Aalesund. Il 1º aprile ha segnato la prima rete nella massima divisione locale, nella sconfitta per 5-1 sul campo del Fredrikstad. Il 5 luglio 2012 ha esordito nelle competizioni europee per club, disputando l'andata del primo turno di qualificazione all'Europa League contro il JJK, in una sfida persa in trasferta per 2-0. Al termine della stagione, lo Stabæk è retrocesso in 1. divisjon.
Nell'annata successiva, Boli ha contribuito al ritorno in Eliteserien della sua squadra, in virtù del 2º posto finale in campionato. Nel campionato 2014 ha totalizzato 13 reti in 28 partite, contribuendo al 9º posto finale dello Stabæk. Ha lasciato la squadra al termine di questa stagione, congedandosi con 97 presenze e 29 gol tra tutte le competizioni.
Il 26 febbraio 2015, lo Stabæk ha reso noto sul proprio sito internet d'aver ceduto Boli ai cinesi del Liaoning. L'ivoriano ha esordito in Super League in data 18 aprile, subentrando a James Chamanga nella sconfitta per 2-1 sul campo dello Jiangsu Suning. Nella sua unica stagione in squadra ha totalizzato 21 presenze tra campionato e coppa, senza mettere a referto alcuna rete. Il Liaoning ha chiuso l'annata al 14º posto finale.
L'8 febbraio 2016, l'Aalesund ha reso noto che Boli si sarebbe aggregato in prova al resto della squadra, nell'ottica di valutarne l'ingaggio. Il 10 marzo, il club norvegese ha confermato il tesseramento dell'attaccante ivoriano, arrivato dal Liaoning con la formula del prestito annuale. Boli ha scelto di vestire la maglia numero 7. Ha esordito in squadra l'11 marzo, schierato titolare nella vittoria per 1-0 contro la sua ex squadra dello Stabæk. Il 17 aprile è arrivata la prima rete, nella sconfitta interna per 1-2 contro il Viking. Ha chiuso la stagione con 29 presenze e 6 reti, tra campionato e coppa.
L'8 dicembre 2016, lo Stabæk ha reso noto sul proprio sito internet d'aver ingaggiato Boli a titolo definitivo, con l'ivoriano che ha firmato un contratto triennale con il club. Boli è rimasto lontano dai campi da gioco per oltre metà stagione, per via di un infortunio al ginocchio.
Nella stagione seguente è diventato il capocannoniere del torneo, arrivando a quota 17 gol.
Il 1º agosto 2019 è stato reso noto il suo passaggio agli ungheresi del Ferencváros.

### Nazionale
Il 3 settembre 2021 esordisce con la nazionale ivoriana in occasione del pareggio per 0-0 contro il Mozambico.

## Statistiche

### Presenze e reti nei club
Statistiche aggiornate all'8 maggio 2021.
| Stagione           | Club               | Campionato         | Campionato | Campionato | Coppe nazionali | Coppe nazionali | Coppe nazionali | Coppe continentali | Coppe continentali | Coppe continentali | Supercoppe | Supercoppe | Supercoppe | Totale | Totale |
| Stagione           | Club               | Comp               | Pres       | Reti       | Comp            | Pres            | Reti            | Comp               | Pres               | Reti               | Comp       | Pres       | Reti       | Pres   | Reti   |
| ------------------ | ------------------ | ------------------ | ---------- | ---------- | --------------- | --------------- | --------------- | ------------------ | ------------------ | ------------------ | ---------- | ---------- | ---------- | ------ | ------ |
| 2012               | Stabæk             | ES                 | 28         | 5          | CN              | 3               | 1               | UEL                | 2                  | 0                  | -          | -          | -          | 33     | 6      |
| 2013               | Stabæk             | 1D                 | 26         | 6          | CN              | 4               | 3               | -                  | -                  | -                  | -          | -          | -          | 30     | 9      |
| 2014               | Stabæk             | ES                 | 28         | 13         | CN              | 6               | 1               | -                  | -                  | -                  | -          | -          | -          | 34     | 14     |
| 2015               | Liaoning           | SL                 | 20         | 0          | CC              | 1               | 0               | -                  | -                  | -                  | -          | -          | -          | 21     | 0      |
| 2016               | Aalesund           | ES                 | 27         | 7          | CN              | 2               | 0               | -                  | -                  | -                  | -          | -          | -          | 29     | 7      |
| 2017               | Stabæk             | ES                 | 10         | 4          | CN              | 1               | 0               | -                  | -                  | -                  | -          | -          | -          | 11     | 4      |
| 2018               | Stabæk             | ES                 | 29+2       | 17+0       | CN              | 3               | 3               | -                  | -                  | -                  | -          | -          | -          | 34     | 20     |
| gen.-ago. 2019     | Stabæk             | ES                 | 13         | 6          | CN              | 2               | 2               | -                  | -                  | -                  | -          | -          | -          | 15     | 8      |
| Totale Stabæk      | Totale Stabæk      | Totale Stabæk      | 134+2      | 51+0       |                 | 19              | 10              |                    | 2                  | 0                  |            | -          | -          | 157    | 61     |
| ago. 2019-2020     | Ferencváros        | NB1                | 28         | 10         | CU              | 1               | 1               | UCL+UEL            | 1+7                | 0+1                | -          | -          | -          | 37     | 12     |
| 2020-2021          | Ferencváros        | NB1                | 28         | 10         | CU              | 3               | 1               | UCL                | 9                  | 3                  | -          | -          | -          | 40     | 14     |
| Totale Ferencváros | Totale Ferencváros | Totale Ferencváros | 56         | 20         |                 | 4               | 2               |                    | 17                 | 4                  |            | -          | -          | 77     | 26     |
| Totale carriera    | Totale carriera    | Totale carriera    | 235+2      | 77+0       |                 | 26              | 12              |                    | 19                 | 4                  |            | -          | -          | 282    | 93     |

## Palmarès

### Club

#### Competizioni nazionali
- Campionato ungherese: 3

Ferencváros: 2019-2020, 2020-2021, 2021-2022
- Coppa d'Ungheria: 1

Ferencváros: 2021-2022

### Individuale
- Capocannoniere dell'Eliteserien: 1

2018 (17 gol)